# Volby do Abchazského lidového shromáždění 1919
Volby do Abchazského lidového shromáždění se uskutečnily 13. února v roce 1919 souběžně s parlamentními volbami v Gruzii.

## Výsledky
Tyto volby vyhrála sociální demokracie, jež získala celkem 27 křesel v abchazském lidovém shromáždění ze 40. Za vítěznou stranu se do shromáždění dostalo 11 Abchazů, stejný počet Gruzínců a 5 zbylých menševiků bylo od ostatních národností, žijících v Abcházii.
Zbytek poslaneckých křesel získaly převážně ostatní socialistické strany: Abchazská nezávislá socialistická strana, Strana socialistické revoluce a Strana lidová.
Krátce po ustavující schůzi se abchazské lidové shromáždění rozpadlo na etnické frakce. Všichni abchazští menševici se totiž spojili s členy Abchazské nezávislé socialistické strany a utvořili abchazskou opozici proti Gruzínům, kteří měli v shromáždění převahu. Této opozici se však nepodařilo překazit snahy Gruzínů hlasováním potvrdit statut Abcházie jako součást Gruzie coby kraj s rozšířenou autonomií.